# Катя Беренс
Катя Беренс (на немски: Katja Behrens) е немска писателка и преводачка, автор на книги за деца.

## Биография
Катя Беренс е родена в Берлин през 1942 г.
Като еврейка успява през 1943-1945 г. да се укрие в Австрия от преследванията на националсоциалистите.
През 1960 г.започва своята литературна дейност като преводачка на американски творби (между другото на Уилям Бъроуз и Хенри Милър).
От 1968 до 1970 г. живее в Израел. От 1973 г. работи като редактор в издателство, а от 1978 г. е писателка на свободна практика.
Член е на немския ПЕН клуб, а от 2007 до 2009 г. – негова вицепрезидентка.
Днес Катя Беренс живее в Дармщат.

## Награди и отличия
- 1978: „Награда Ингеборг Бахман“ (стипендия)
- 1978: Märkisches Stipendium für Literatur
- 1982: Thaddäus-Troll-Preis
- 1986: Stipendium der Villa Massimo
- 1986: Gastprofessur an der Washington University, St. Louis
- 1991: Gastprofessur am Dartmouth College, Hanover (New Hampshire)
- 1992: Mainzer Stadtschreiber
- 1996: Künstlerhaus Schloss Wiepersdorf
- 2000: Premio internazionale „Lo Stellato“
- 2002: „Награда Георге Конел“
- 2002: Kinder- und Jugendbuchpreis LUCHS September
- 2002: Eugen Viehof-Ehrengabe der Deutschen Schillerstiftung